# Bryan Hollon
Bryan Hollon, más conocido como Boom Bip, es un productor musical y músico que experimenta con muchos géneros y ha desarrollado su propio sonido. Su música es más bien instrumental, pero, durante su carrera, ha colaborado con varios vocalistas. Actualmente está con Lex Records, que hasta 2005 era una división de Warp Records en el Reino Unido. También ha grabado con la discográfica estadounidense Mush Records. Boom Bip es también conocido por su trabajo de remezcla para muchos artistas en varias discográficas. Algunos de esos artistas incluyen Hot Hot Heat, Mogwai, Four Tet, M83, Danny Elfman, Pet y Super Furry Animals.

## Biografía
Hollon es originario de Cincinnati, Ohio pero su mudó a la ciudad de Los Ángeles, California. Empezó como DJ en WAIF en Cincinnati y continuó de DJ en un club pequeño allí llamado "Ripley's" presentando una tarde de jazz, hip-hop y música electrónica. Pronto se juntó con el productor neoyorquino DJ Osiris y Robert Curcio para producir "The Low End Sequence EP", llamado así después de su tarde-noche en Ripley's. Poco después conoció al rapero Doseone en los clubs locales y en las noches de micrófonos abiertos, y colaboraron en su primer álbum llamado Circle de Mush Records. Este álbum llamó la atención de John Peel y Gilles Peterson en el Reino Unido y pronto fueron conocidos en el mundillo de la música rap y electrónica británica underground.
La atención finalmente les condujo hacia Tom Brown, de Warp Records, que le dijo a Hollon que completara su primer álbum en solitario para Lex Records. El álbum Seed to Sun se editó en 2002. Desde entonces, ha grabado dos álbumes más para Lex: un compendio de mezclas llamado Corymb (2004) y, más recientemente, Blue Eyed in the Red Room (2005). 
Boom Bip normalmente hace las giras como un grupo en directo completo, incluyendo la batería, las guitarras, los sintetizadores y muchos aparatos y máquinas. También ha tocado en muchos grandes festivales como: Pukkelpop, Coachella, Festival de Glastonbury y Transmusicales. Ha hecho giras con Super Furry Animals, Mice Parade, Interpol y otros en los Estados Unidos. Ha compartido escenario con Sonic Youth, The Cure, Mogwai, etc. Boom Bip y sus grupos de gira han tocado en los escenarios más famosos del mundo como el Centro Pompidou de París, la Sydney Opera House, Walt Disney Hall, Royal Festival Hall, Victor Vaserely's Foundation y muchos otros. 
El álbum debut en solitario de Boom Bip, "Seed To Sun", lo catapultó del underground hip hop de Cincinnati hasta los picos más altos del indie internacional, incluso John Peel presagiando a Boom Bip como el "moderno Capitán Beefheart" después de su primera John Peel session.

## Discografía

### En solitario: Álbumes/EP/Singles
- 2002 - Seed to Sun
- 2002 - "Mannequin Hand Trapdoor I Reminder"
- 2004 - Corymb
- 2004 - "Morning & a Day EP"
- 2003 - "From Left to Right"
- 2005 - Blue Eyed in the Red Room
- 2005 - "Do's & Don'ts"
- 2007 - "Sacchrilege EP"

### En solitario: Break Records
- 2000 - Doo Doo Breaks Volume 1
- 2002 - Doo Doo Tones
- 2003 - Doo Doo Breaks Volume 2

### conDJ Osiris
- 1998 - "The Low End Sequence EP"

### conDoseone
- 2000 - Circle

### conDaedelus
- 2004 - "28:06:42:12"